# 400 East Randolph
400 East Randolph, auch 400 East Randolph Street Condominiums oder Outer Drive East genannt, ist ein 40-stöckiges, von Reinheimer & Associates entworfenes Hochhaus auf der East Randolph Street in der New Eastside in Chicago zwischen dem The Buckingham im Westen und dem Harbor Point im Osten.

## Geschichte
Das Gebäude besteht im Wesentlichen aus Eigentumswohnungen, es beherbergt aber auch Geschäfte und Restaurants. Das Gebäude liegt in unmittelbarer Nähe des Millennium Parks und des Lakeshore East Parks. Es ist eines der älteren Gebäude in der Umgebung des Lakeshore East. Das im Jahr 1963 erbaute Gebäude gehört zu den ältesten und etabliertesten Gebäuden in der Nachbarschaft. Im Jahr 1973 wurden die Apartments in Eigentumswohnungen umgewandelt. Das Gebäude enthält viele Anlagen wie etwa einen kuppelförmigen Pool sowie einem privaten Bus zur Nutzung für die Bewohner. In der siebten Etage ist ein Restaurant untergebracht. Das Gebäude beherbergt eine Reihe von Unternehmen, einschließlich der Lakefront Children’s Academy und einer Segway-Verleih-Station.